# Câineni
Câineni est une commune d’Oltenie en Roumanie, dans le Județ de Vâlcea.

## Démographie
En 2011 sa population était de 2 500 habitants.